# Victoria Louise
Die Victoria Louise war das Typschiff der nach ihr benannten Klasse von fünf Kreuzern II. Klasse der Kaiserlichen Marine, die als Panzerdeckkreuzer ausgeführt waren. 1899 wurde das Schiff zum Großen Kreuzer umklassifiziert. Sowohl Schiff als auch Klasse wurden zu Ehren der Kaisertochter Viktoria Luise von Preußen so genannt. Der Kreuzer wurde kurz nach Beginn des Ersten Weltkriegs außer Dienst gestellt, nach dessen Ende zum Frachtschiff umgebaut und kurze Zeit unter dem Namen Flora Sommerfeld genutzt. Bereits 1923 wurde das Schiff in Danzig abgewrackt.

## Bau
Für den Neubau des Kreuzers II. Klasse „L“ wurde am 9. April 1896 von der Bremer Werft AG Weser der Kiel gestreckt. Dies war für die Werft der erste Auftrag zum Bau eines großen Schiffes seitens der Kaiserlichen Marine. Das Schiff stand am 29. März 1897 und damit 16 Tage vor der gut ein halbes Jahr eher auf Kiel gelegten Hertha zum Stapellauf bereit. Die Taufrede hielt der Erbgroßherzog Friedrich August von Oldenburg. Er führte auch die Taufe des Kreuzers auf den Namen der Prinzessin Viktoria Luise von Preußen durch, wobei die Schreibweise des Schiffs von der seiner Namensgeberin abwich.

## Flottendienst
Die Victoria Louise wurde am 20. Februar 1899 erstmals in Dienst gestellt, um Probefahrten durchzuführen. Am 11. September mussten diese unterbrochen werden, da die Kaiserliche Werft Wilhelmshaven einige Verbesserungen vorzunehmen hatte. Erst am 22. August 1900 konnte das Schiff erneut in Dienst gestellt und die Probefahrten konnten fortgesetzt werden. Sie dauerten bis zum 21. Dezember an und ergaben die Notwendigkeit nochmaliger Nachbesserungen.
Vom 28. Januar bis zum 7. Februar 1901 gehörte die Victoria Louise zu den Einheiten, die zu einer Flottentrauerparade für die verstorbene britische Königin Victoria entsandt wurden. Ab dem 20. April 1901 gehörte der Kreuzer dem I. Geschwader an, mit dem er an verschiedenen Manövern teilnahm. Im Oktober 1901 und im März 1902 wurde das Schiff darüber hinaus kurzzeitig der Artillerieinspektion zugeteilt und bildete während der Herbstmanöver 1902 gemeinsam mit den Kleinen Kreuzern Amazone und Hela die I. Aufklärungsgruppe. Vom 23. November bis zum 14. Dezember 1902 wurde die Victoria Louise vorübergehend Flaggschiff des Zweiten Admirals des Geschwaders, Konteradmiral Ludwig Borckenhagen.
Ab dem 1. März 1903 gehörte die Victoria Louise zum neu gebildeten Verband der Aufklärungsschiffe der Hochseeflotte, dessen Flaggschiff die Prinz Heinrich wurde. Im Mai 1903 nahm das Schiff an einer Spanienreise teil und besuchte Vigo. Vom 26. bis zum 30. Oktober wurde es dem II. Geschwader zugeteilt, um vorübergehend die in der Werft liegende Hildebrand als Flaggschiff zu ersetzen. Nach vom 30. November bis zum 5. Dezember stattfindenden Flottenmanövern in der Ost- und Nordsee, an denen die Victoria Louise wieder im Verband der Aufklärungsschiffe teilnahm, wurde das Schiff am 12. Dezember 1903 in Wilhelmshaven außer Dienst gestellt.

## Einsatz als Schulschiff
Aufgrund der Überalterung der als Schulschiffe eingesetzten Kreuzerfregatten der Bismarck-Klasse benötigte die Kaiserliche Marine für diese einen Ersatz. Da die finanziellen Mittel für den Bau von Spezialschiffen fehlte, griff man auf die nur wenige Jahre alten, jedoch durch die militärtechnische Entwicklung bereits überholten Schiffe der Victoria-Louise-Klasse zurück. Das Typschiff wurde von 1906 bis 1908 von der Kaiserlichen Werft Wilhelmshaven für 2.552.000 Mark umgebaut, wobei unter anderem die Bewaffnung geändert sowie die bisher verwendeten Kessel durch acht Marinekessel, eine Eigenentwicklung des Reichsmarineamtes, ersetzt wurden. Durch die Umbauten der Kesselanlage konnte einer der Schornsteine entfallen, was gemeinsam mit dem Wegfall des schweren Gefechtsmastes – dieser wurde durch einen Pfahlmast ersetzt – zu einer wesentlichen Änderung der Silhouette des Schiffs führte.
Die Victoria Louise wurde am 2. April 1908 wieder in Dienst gestellt und löste die Stein als Schulschiff ab. Obwohl das Schiff der Inspektion des Bildungswesens unterstand, wurde es jedoch nicht als Schulschiff, sondern weiterhin als Großer Kreuzer geführt. Noch im selben Monat kamen die ersten Schiffsjungen und Seekadetten an Bord, die bis zum Abschluss der großen Ausbildungsfahrt im März des Folgejahres auf dem Schiff verblieben.
Im Juli 1908 begann die erste Auslandsreise der Victoria Louise. Da sich das Schiff an einem internationalen Ballonserienaufstieg beteiligen sollte, befand sich eine wissenschaftliche Kommission an Bord. Über Madeira und Teneriffa erreichte der Kreuzer die Kalmen, wo die Ballonaufstiege stattfanden und ein Ballon der Victoria Louise mit 21.800 m einen Höhenrekord aufstellen konnte. Am 5. August verließen die Wissenschaftler das Schiff wieder, das seinen Weg ins Mittelmeer fortsetzte. Dort beteiligte es sich gemeinsam mit der Hertha Anfang Januar 1909 an einer Hilfsaktion für das durch ein Erdbeben stark zerstörte Messina. Die erste Reise des Kreuzers war am 10. März 1909 in Kiel beendet.

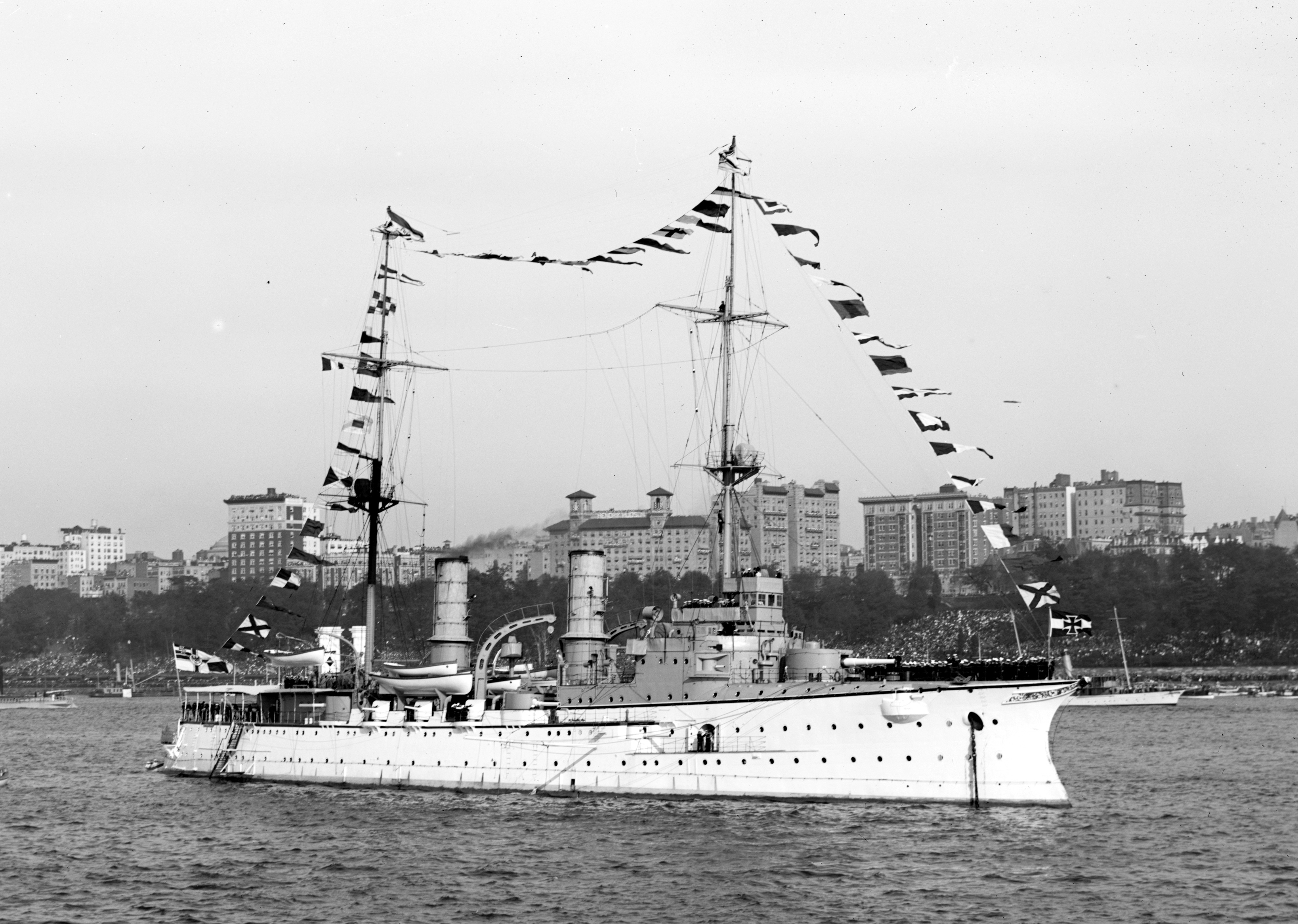
Victoria Louise als Schulschiff 1909 in New York

Mit einem neuen Schiffsjungen- und Seekadettenjahrgang an Bord unternahm die Victoria Louise im Sommer 1909 zunächst eine Ausbildungsfahrt in der Ostsee und brach im August zur zweiten Auslandsreise auf. Über die Azoren erreichte das Schiff Newport, wo im September auch die Hertha sowie die Kleinen Kreuzer Bremen und Dresden eintrafen. Die vier Schiffe nahmen vom 26. September bis zum 9. Oktober 1909 an den Hudson-Fulton-Feierlichkeiten in New York teil, während der sich der offizielle deutsche Vertreter, Großadmiral Hans von Koester an Bord der Victoria Louise aufhielt. Anlass dieser Feierlichkeiten waren 300 Jahre Erstbefahrung des Hudson sowie die Aufnahme des Linienbetriebs zwischen New York und Albany mit dem von Robert Fulton konstruierten Dampfschiff Clermont im Jahr 1807. Fulton ließ das Antriebskonzept der Clermont 1809 patentieren. Die Victoria Louise kreuzte im Anschluss an den Aufenthalt in New York durch westindische Gewässer und war am 10. März 1910 in Kiel zurück.
Die dritte Auslandsreise begann am 11. August 1910 und führte in das Mittelmeer. Sie war am 7. März 1911 beendet. Nach einer kurzen Werftliegezeit nahm die Victoria Louise in Flensburg-Mürwik erstmals Seekadetten von der dortigen Marineschule an Bord. Es folgte die übliche Sommerreise, die im Jahr 1911 zunächst in die Ostsee und anschließend in norwegische Gewässer führte. Nachdem in Balestrand Kaiser Wilhelm II. das Schiff besichtigt hatte, trat dieses von Bergen aus die Ausreise nach Island, Nordamerika und Westindien an. Von dieser vierten Reise war der Schulkreuzer am 4. März 1912 in Kiel zurück.
Während der üblichen Sommerreise 1912 wurde Stockholm besucht. Die große Überseereise für dieses Ausbildungsjahr begann am 10. August in Wilhelmshaven und führte zunächst nach Antwerpen, wo der belgische König Albert I. die Victoria Louise besichtigte. Anschließend setzte das Schiff seine Fahrt nach Nordamerika und Westindien fort. Vom 31. Oktober bis zum 8. November wurde Veracruz angelaufen, da politische Wirren in Mexiko den Schutz deutscher Staatsbürger erforderlich machten. Am 10. März 1913 wurde diese fünfte Fahrt in Kiel beendet.
Nach der üblichen Überholung und der Sommerreise begann am 11. August 1913 die letzte große Ausbildungsfahrt, deren Ziel das Mittelmeer war. An der Weihnachtsfeier an Bord der Victoria Louise im Hafen von Piräus nahm der griechische König Konstantin I. mit seiner Familie teil. Am 5. März 1914 erreichte das Schiff wieder Kiel. Die letzte Sommerreise begann am 1. Juni und führte in die Ostsee sowie norwegische Gewässer und endete am 27. Juli in Wilhelmshaven.

## Einsatz im Ersten Weltkrieg
Mit Ausbruch des Ersten Weltkrieges wurde die Victoria Louise der neu gebildeten V. Aufklärungsgruppe zugeteilt, in der die Schulkreuzer mit Ausnahme der Freya zusammengefasst waren. Das Schiff wurde zunächst für den Vorpostendienst in der westlichen Ostsee herangezogen, wobei es durch ein britisches U-Boot angegriffen wurde. Dem Torpedo konnte jedoch ausgewichen werden. Da die Schiffe der Victoria-Louise-Klasse einen unzureichenden Panzerschutz besaßen und nur noch einen geringen Kampfwert darstellten, wurde am 28. Oktober 1914 ihre Außerdienststellung befohlen. Die Victoria Louise begab sich nach Danzig, wurde dort vom 1. bis zum 7. November desarmiert und anschließend außer Dienst gestellt.

## Verbleib
Auf der Kaiserlichen Werft Danzig blieb die Victoria Louise während des Krieges als Minenlager und Wohnschiff liegen. Am 1. Oktober 1919 wurde der Kreuzer aus der Liste der Kriegsschiffe gestrichen und in der Folge von der Norddeutschen Tiefbaugesellschaft Berlin erworben. Diese verkaufte das Schiff an die Danziger Hoch- und Tiefbau GmbH weiter, die es in Danzig zum Frachtdampfer umbauen ließ und ihm den neuen Namen Flora Sommerfeld gab. Das Schiff wurde bis 1922 eingesetzt und im Folgejahr in Danzig abgewrackt.
Als Ersatz für die Victoria Louise wurde der am 14. August 1914 in Auftrag gegebene und am 24. April 1917 vom Stapel gelaufene Schlachtkreuzer Mackensen gebaut. Aufgrund der Bedingungen des Versailler Vertrages wurde er jedoch nicht mehr fertiggestellt und 1922 abgewrackt.

## Kommandanten
| 20. Februar bis 11. September 1899   | Kapitän zur See Hugo Westphal                      |
| 22. August bis September 1900        | Kapitän zur See Hans Meyer                         |
| September bis November 1900          | Kapitänleutnant Georg Schur                        |
| November 1900 bis April 1901         | Kapitän zur See Hans Meyer                         |
| April bis September 1901             | Kapitän zur See Raimund Winkler                    |
| September 1901 bis September 1902    | Fregattenkapitän / Kapitän zur See Adolf Poschmann |
| September 1902 bis 12. Dezember 1903 | Fregattenkapitän / Kapitän zur See Johannes Merten |
| 2. April 1908 bis März 1910          | Fregattenkapitän / Kapitän zur See Franz Mauve     |
| April 1910 bis April 1912            | Kapitän zur See Horst von Hippel                   |
| April 1912 bis April 1914            | Kapitän zur See Theodor Frey                       |
| April bis 7. November 1914           | Fregattenkapitän Hugo Dominik                      |

## Bekannte Besatzungsangehörige
- Hellmuth Heye (1895–1970), war von 1961 bis 1964 zweiter Wehrbeauftragter des Deutschen Bundestages
- Karl Palmgren (1891–1970), deutscher Fregattenkapitän und Ritterkreuzträger